# Маркос
Вижте пояснителната страница за други значения на Маркос.
Маркос (на английски: Marcos) е бивш британски производител на автомобили, който с кратки прекъсвания съществува от 1959 до 2007 г.

## История
Фирмата е основана през 1959 г. в Лутън, Англия, от Джем Марш и Франк Костин (името идва от първети букви на фамилните им имена). Преди това Костин е участвал в изработването на самолета Де Хавиланд Москито, който има корпус от шперплат, и решава да използва материала и при направата на автомобилни шасита. Първият прототип Маркос GT Ксилон, насмешливо наричан и Грозното пате, е представен още същата година и представлява странно изглеждащ модел с отварящи се нагоре врати, разделено на четири предно стъкло, издължена и ниска предна част и тумбеста каросерия. Въпреки това основното ѝ призвание е да бъде състезателен автомобил и благодарение на олекотената каросерия Джеки Стюарт, Джим Марш и други постигат големи успехи в състезания в клас до 750 кубика. Серийният модел GT от 1961 г. е с променен дизайн, но запазва отварящите се нагоре врати.
Произведени са седем екземпляра, преди същата година братята Денис и Питър Адамс да започнат работа във фирмата и да направят нови промени по дизайна на автомобила, в резултат на което през ноември 1961 г. се появява моделът Лутън Гълуинг. От него са произведени 13 бройки. През 1963 г. е представен моделът Фастбек GT, от който са направени 18 бройки. Тези общо 39 на брой ранни модели на Маркос са изключително леки благодарение на шаситата шперплат и това води до добри резултати в национални и международни състезания. Двигателите са на Форд и варират от 997 до 1498 кубични сантиметра. За кормилната уредба и окачването се използват части от модели на Стандард-Триумф.
През 1963 г. производството на автомобили е преместено в преобразувана мелница в Брадфорд на Ейвън. Година по-късно на изложението в Лондон е показан Маркос 1800 GT. Първоначално в него се използва 1800 кубиков двигател на Волво, но по-късно той е заменен от агрегат на Форд. През 1969 г. шперплатовото шаси е заменено от стоманено, което съкращава времето за производство на автомобила и позволява монтирането и на шестцилиндрови двигатели на Форд, Волво и Триумф. Изнасяните в САЩ модели са само с двигатели на Волво, защото той покрива ограниченията за изгорели газове. През 1971 г. производството отново е преместено – този път в построена за целта фабрика близо до Уестбъри. Заради финансови проблеми, свързани с трудности и забавяния при експорта на коли за САЩ и с разходите за новия завод и новия модел Мантис, фирмата прекратява дейността си в началото на 70-те години. Джем Марш обаче успява да си върне правата върху името Маркос през 1976 г.
Друг модел от гамата на фирмата е Мини Маркос от 1965 г. Това е малък автомобил на базата на Мини с монококова конструкция от фибростъкло, къса база (1800 мм) и използва двигател, окачване и други части на Мини. Странният дизайн е в резултат на желанието изполцваните части на Мини да не бъдат преправяни. Мини Маркос е единственият британски автомобил, който финишира в 24-те часа на Льо Ман през 1966 г. През 1975 г. инструментите и правата за направата му са продадени на Харълд Дермот, а наследник на четвъртата генерация Мини Маркос става моделът Мидас. По силата на договора, след фалита на Мидас фирмата Маркос получава обратно правата върху Мини Маркос. В миналото моделът се произвежда по лиценз и в други държави като Южна Африка, Австралия и Ирландия. Общо са продадени над 1300 броя под формата на готови модели и комплекти за сглобяване (т. нар. kit car).
Два модела, които носят едно и също име се появяват през 1968 г. Те са кръстени Мантис (от английски – богомолка). Единият модел – Мантис XP – е състезателен автомобил, произведен в един-единствен екземпляр. Освен с агресивния си външен вид той впечатлява и ссъ средно разположения V8 двигател BRM-Repco. Мантис XP участва само на едно състезание – 1000 км на Спа през 1968 г. и се представя добре, докато не отпада заради проблем с електрониката. По-късно е продаден в САЩ, където продължава да е в движение. Другият модел е шодейният Мантис 2+2, първият автомобил на компанията със задни седалки. Заради финансовите проблеми на Маркос са произведени само 32 екземпляра. През 80-те години Мантис 2+2 се завръща под формата на няколко комплекта за сглобяване Аутотюн Мираж.
След като Джем Марш възкресява компанията, през 1981 г. на пазара е пуснат комплектът за сглобяване V6 купе. През 1984 г. е представен Маркос Мантула. Дизайнът не се различава особено от този на GT, а основните нововъведения са 3.5-литровият V8 двигател на Роувър и петстепенната скоростна кутия. Комбинацията от лека каросерия и лек двигател допринася за бързото ускорение от 0 до 100 км/ч – под 6 секунди. Моделът Мартина е подобен на Мантула, но с леки промени в предната част, за да може да бъде поместен двулитровият четирицилндров агрегат от Форд Кортина. Това е с цел цената на автомобила да е по-достъпна. От 1986 г. се предлага и версия кабриолет, наречена Маркос Спайдър. Автомобилите се произвеждат до 1993 г., защото, въпреки добрите продажби на тези модели, е взето решение Маркос да пуска на пазара само напълно сглобени автомобили. В резултат на това се появява Мантара.
В началото на 90-те години Маркос се завръща и на състезателната писта на Льо Ман с моделите LM. Мантара не е подходяща за състезателна кола и затова е конструиран LM500. LM400 не се различава но нищо друго, освен по двигателя, откъдето идват и наименованията на моделите – съответно 5- и 3.9-литрови агрегати на Роувър. LM600 има шестлитров двигател от Шевролет. За да бъдат хомологирани, на пазара са пуснати лимитирани шосейни версии – общо 30 екземпляра, от които само един LM600.
През 1997 г. е възродено името Мантис, но новият модел няма нищо общо със своя съименник. Тува е двуместно купе или кабриолет на базата на моделите LM, но с променена предница. Двигателят е V8 от Форд Мустанг Кобра и ускорява автомобила до 100 км/ч за 4.2 секунди, а максималната скорост е 270 км/ч. Братанското списание Autocar тества модела и стига до заключението, че е „невероятно как фирма, която произвежда едва 70 автомобила годишно, може да конструира такава добра кола, каквато е Мантис“. Предлага се и модел с двулитров двигател на Роувър, който носи името Маркос GTS. Последният нов модел преди компанията отново да фалира през 2000 г. е Мантарей от 1998 г. За първи път от 1963 г. формата на задницате е променена, като при мантарей тя не се спуска плавно надолу, а е отсечена. Новата визия допада на автомобилната преса и купувачите. През 1999 г. се появява суперчарджната версия на Мантис, наречена Мантис GT.
След фалита фирмата е спасена от богатия канадец Тони Стелига, който я купува и съживява през 2002 г. Производството е разделено – шосейните модели се сглобяват в Кенилуърт, а състезателните се произвеждат в Холандия. Първият модел е Маркасайт TS250. Той е с изцяло променен интериор а за новата визия на предната част допринасят фаровете от Пежо. Използва 2.5 литров V6 двигател от Форд, а поведението на пътя и возията са по-удобни от тези на предишните модели. Година по-късно се появява обновена версия на същия модел с петлитров V8 двигател на Роувър – TS500, а Меркасайт отпада от наименованието. Тя е отговор на оплакванията от клиентите на фирмата и критиците, че TS250 не е типичният автомобил, който може да се очаква от Маркос.
През 2004 г. на пазара излиза Маркос TSO, задвижван от V8 на Шевролет с 355 или 406 к.с. През същата година е представена купе версията Маркос TSO GT, предназначена само за австралийския пазар. През 2005 г. се появява и европейската версия GTII. С тези купета Маркос се завръща към оригиналната форма на автомобилите си, след като в последните години моделите са предимно кабриолети с изключение на няколкото Мантис купе (предназначени предимно за участие в сериите Мантис Чалъндж). През 2006 г. Маркос показва TSO GTC, модифицирана версия на TSO със състезателни окачване, спирачки и заден дифузьор. Двигателят отново е на Шевролет и разпалага с 420 к.с., предлага се и тунин пакет с 462 к.с.
На 9 октомври 2007 г. е анонсирано, че компанията ще бъде обявена в ликвидация, като преди това поръчките за модела TSO ще бъдат изпълнени.